# Anaulacomera albonodulosa
Anaulacomera albonodulosa är en insektsart som beskrevs av Brunner von Wattenwyl 1891. Anaulacomera albonodulosa ingår i släktet Anaulacomera och familjen vårtbitare. Inga underarter finns listade i Catalogue of Life.